# Wiska
Anastasiya Pavlivna Grychaï, connue sous le nom de scène Wiska, est une mannequin ukrainienne et actrice pornographique à la retraite d'origine biélorusse. Mère mariée de trois enfants, elle est la première actrice pornographique à se réfugier dans l'Union européenne (plus exactement en République tchèque) et à demander l'asile en raison de ses activités professionnelles.

## Biographie

### Jeunesse
Anastasiya est née à Homiel mais a grandi dans la ville de Crimée de Théodosie, où elle a rencontré son mari Oleksandr. En 2003, Oleksandr a été reconnu coupable et emprisonné pendant 8 ans pour un incendie criminel de véhicule. Le couple déclare que l'emprisonnement était le résultat d'un différend commercial.

### Carrière dans le porno
Anastasiya affirme que son premier tournage porno a eu lieu en Russie en 2004, où elle était payée 500 dollars américains par semaine, une somme considérable pour l'Ukraine à l'époque.
Entre 2004 et 2008, Anastasiya, surnommée Wiska, a joué dans plus de 40 films pornographiques, dont au moins un film avec Rocco Siffredi. Vers 2007, l'identité de Wiska a été révélée en Ukraine après une interview pour l'un des tabloïds locaux, ce qui a suscité l'intérêt des journalistes et l'a mise en lumière en tant que célébrité nationale devant les médias grand public.

## Persécution
En 2010, les autorités ukrainiennes ont commencé à enquêter sur la famille d'Anastasiya vivant à Théodosie pour des motifs juridiques d'abus d'enfants (y compris en pratiquant de façon forcée un examen médico-légal de ses enfants à la recherche d'une éventuelle agression sexuelle) et pour production et distribution de matériel pornographique (illégale en Ukraine depuis 2009). La persécution a été initiée par Leonid Hrach, alors représentant de la République autonome de Crimée à Verkhovna Rada. Anastasiya a quitté la Crimée avec sa famille et a déménagé à Kiev où elle a reçu le soutien des FEMEN.

## Demande d'asile
En décembre 2012, Anastasiya et sa famille ont déménagé en République tchèque et ont demandé l'asile. En août 2013, la famille s'est vu refuser l'asile, mais a continué à vivre en République tchèque près de Prague, où elle a demandé une résidence légale, qu'elle a reçue le 2 septembre 2013.

### Publications d'actualité
- Всі новини за тегом "Wiska" - actualité de Wiska sur le site Web de TSN (en ukrainien).
- Украинская порноактриса Wiska: Мама и жена в стиле "ню". ФОТО 2007 entretien par le Segodnya.
- La star du porno Wiska fait une offre d'asile dans l'UE après la répression de la répression en Ukraine par l’International Business Times.
- Wiska - essai photo annoté non pornographique dans le magazine Focus

### Dans l'industrie du porno
- (en) Wiska sur l'European Girls Adult Film Database
- Wiska à l'indice Euro Babe